# تپه شماره ۱ روستای قشلاق
تپه شماره ۱ روستای قشلاق مربوط به دوران‌های تاریخی پس از اسلام است و در شهرستان آبیک، روستای یعقوب آباد واقع شده و این اثر در تاریخ ۱۲ بهمن ۱۳۸۱ با شمارهٔ ثبت ۷۲۹۴ به‌عنوان یکی از آثار ملی ایران به ثبت رسیده است.